# Marquess of Exeter

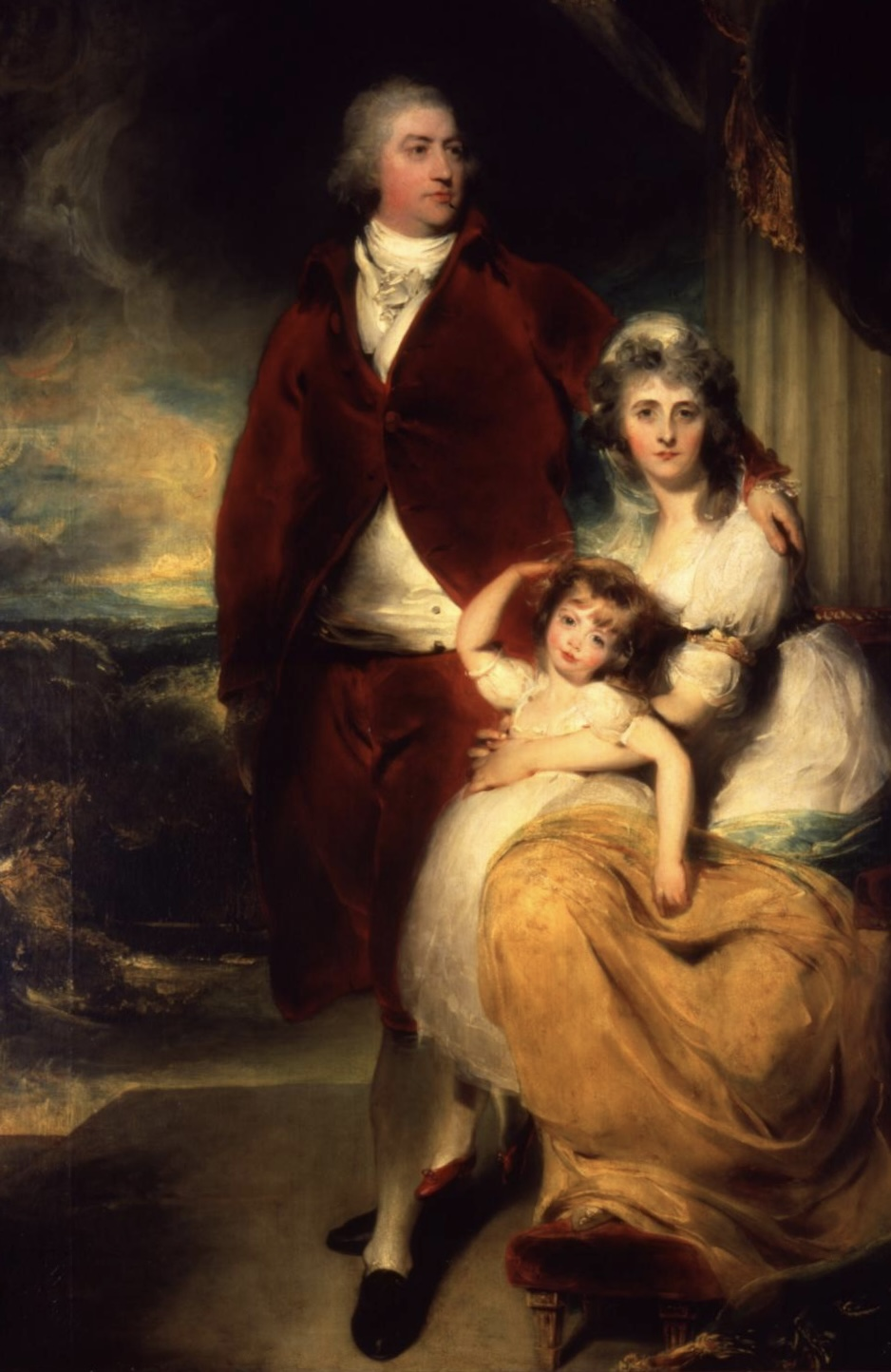
Henry Cecil, 1. Marquess of Exeter

Marquess of Exeter ist ein erblicher britischer Adelstitel in der Peerage of the United Kingdom. Er wurde bisher je einmal in der Peerage of England und in der Peerage of the United Kingdom verliehen und ist das älteste und damit erstrangige Marquessat in letzterem Adelsstand.
Der Titel ist nach der Stadt Exeter in Devon benannt.

## Verleihungen und nachgeordnete Titel

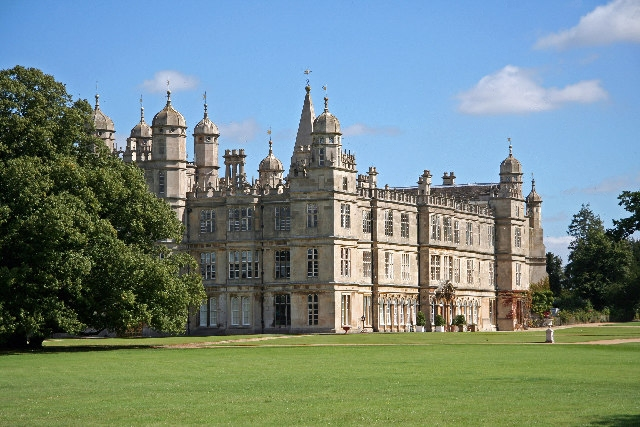
Burghley House

Die erste Verleihung erfolgte am 18. Juni 1525 in der Peerage of England an Henry Courtenay, 2. Earl of Devon, einen engen Freund und Vertrauten von König Heinrich VIII. Von seinem Vater hatte er bereits 1511 den noch im selben Jahr für diesen geschaffenen Titel Earl of Devon geerbt, der ebenfalls zur Peerage of England gehörte. Beide Titel erloschen aber 1538, als der Marquess im Zuge der Exeter-Verschwörung wegen Hochverrats hingerichtet und ihm alle seine Titel aberkannt wurden.
Der Titel wurde zum zweiten Mal am 4. Februar 1801 in der Peerage of the United Kingdom für Henry Cecil, 10. Earl of Exeter, geschaffen. Dieser hatte bereits 1793 von seinem älteren Bruder die fortan nachgeordneten Titel Earl of Exeter und Baron Burghley geerbt, die am 4. Mai 1605 bzw. am 25. Februar 1571, in der Peerage of England jeweils einem Vorfahren verliehen worden waren. Die Namensgebung der letztgenannten Baronie bezieht sich auf Burghley House in der City of Peterborough, das seit 1555 der Sitz der Familie Cecil ist. Der älteste Sohn des jeweiligen Marquess führt als Titelerbe den Höflichkeitstitel Lord Burghley.

## Liste der Barone Burghley, Earls und Marquesses of Exeter

Wappen des Marquess of Exeter (erster Verleihung)

### Marquesses of Exeter, erste Verleihung (1525)
- Henry Courtenay, 1. Marquess of Exeter (1498–1538) (Titel verwirkt 1538)

### Barone Burghley (1571)
- William Cecil, 1. Baron Burghley (1521–1598)
- Thomas Cecil, 2. Baron Burghley (1542–1623) (1605 zum Earl of Exeter erhoben)

### Earls of Exeter (1605)
- Thomas Cecil, 1. Earl of Exeter (1542–1623)
- William Cecil, 2. Earl of Exeter (1566–1640)
- David Cecil, 3. Earl of Exeter (1600–1643)
- John Cecil, 4. Earl of Exeter (1628–1678)
- John Cecil, 5. Earl of Exeter (1648–1700)
- John Cecil, 6. Earl of Exeter (1674–1721)
- John Cecil, 7. Earl of Exeter (1700–1722)
- Brownlow Cecil, 8. Earl of Exeter (1701–1754)
- Brownlow Cecil, 9. Earl of Exeter (1725–1793)
- Henry Cecil, 10. Earl of Exeter (1754–1804) (1801 zum Marquess of Exeter erhoben)

Wappen der Barone Burghley sowie Earls und Marquesses of Exeter (zweiter Verleihung)

### Marquesses of Exeter, zweite Verleihung (1801)
- Henry Cecil, 1. Marquess of Exeter (1754–1804)
- Brownlow Cecil, 2. Marquess of Exeter (1795–1867)
- William Cecil, 3. Marquess of Exeter (1825–1895)
- Brownlow Cecil, 4. Marquess of Exeter (1849–1898)
- William Cecil, 5. Marquess of Exeter (1876–1956)
- David Cecil, 6. Marquess of Exeter (1905–1981)
- Martin Cecil, 7. Marquess of Exeter (1909–1988)
- Michael Cecil, 8. Marquess of Exeter (* 1935)

Titelerbe (Heir apparent) ist der Sohn des amtierenden Marquess, Anthony Cecil, Lord Burghley (* 1970).